# Marcel Utembi
Marcel Utembi Tapa (ur. 7 stycznia 1959 w Luma) – kongijski duchowny rzymskokatolicki, doktor prawa kanonicznego, biskup diecezjalny Mahagi-Nioka w latach 2002–2008, arcybiskup metropolita Kisangani od 2009, przewodniczący Konferencji Episkopatu Kongo od 2016.

## Życiorys
Święcenia kapłańskie przyjął 29 czerwca 1984 i został inkardynowany do Mahagi-Nioka. Po święceniach został profesorem i rektorem niższego seminarium
duchownego w Vidzie. W 1989 został proboszczem parafii w Angumu, zaś rok później rozpoczął studia licencjackie z prawa kanonicznego na Wydziale Katolickim w Kinszasie, ukończone w 1993. W latach 1994–1997 pełnił funkcję kanclerza biskupiego, zaś w latach 1997–1999 doktoryzował się z prawa kanonicznego w Ottawie. Po powrocie do kraju został wikariuszem generalnym diecezji.

### Episkopat
16 października 2001 został mianowany biskupem diecezji Mahagi-Nioka. Sakry biskupiej udzielił mu 6 stycznia 2002 w Rzymie papież Jan Paweł II.
28 listopada 2008 został mianowany przez Benedykta XVI ordynariuszem archidiecezji Kisangani. Ingres odbył się 25 stycznia 2009.
Od 24 czerwca 2016 jest przewodniczącym Konferencji Episkopatu Kongo.